# Alfred Vagts
Alfred Hermann Friedrich Vagts (* 1. Dezember 1892 in Basbeck (heute Ortsteil von Hemmoor); † 19. Juni 1986 in Cambridge (Massachusetts)) war ein deutschamerikanischer Historiker und Autor vor allem militärhistorischer Werke.

## Biografie

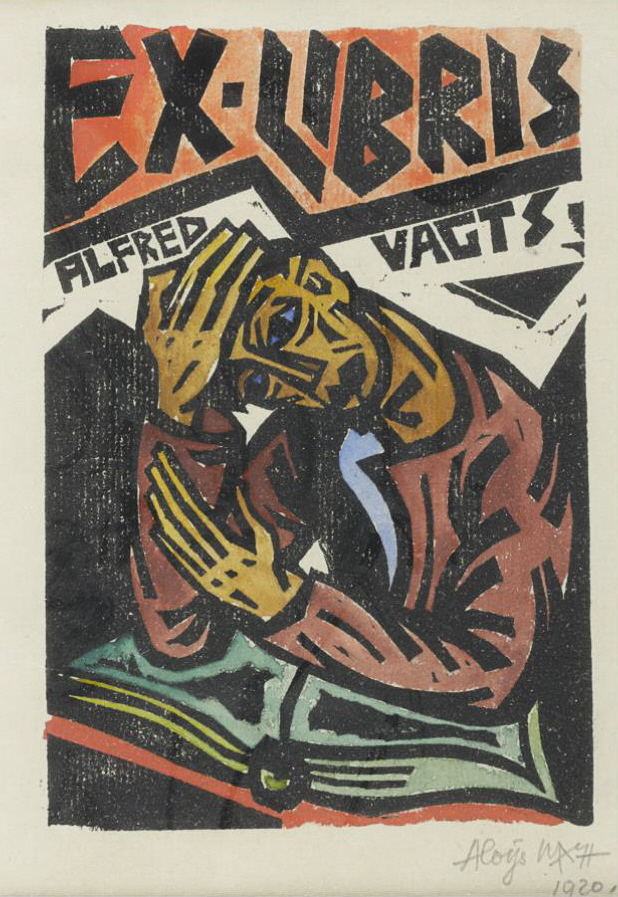
Aloys Wach: Ex libris Alfred Vagts, 1920

Alfred Vagts – Sohn eines Windmüllers – lernte nach dem Besuch der Lateinschule Otterndorf während seines Studiums in München führende Repräsentanten des Expressionismus kennen. Im Ersten Weltkrieg war Vagts Kompanieführer und erhielt das Eiserne Kreuz erster und zweiter Klasse, veröffentlichte aber auch Gedichte gegen den Krieg (Sammelband Ritt in die Not). Als Vertreter des Rates der Offiziere nahm er 1917 an den Verhandlungen zum Friedensvertrag von Brest-Litowsk teil.
Nach dem Krieg war Vagts in der Sozialdemokratischen Partei aktiv und nutzte seine militärische Erfahrung zum Aufbau einer paramilitärischen republiktreuen Einheit Hamburger Arbeiter, die sich später dem Reichsbanner Schwarz-Rot-Gold anschloss. Er beteiligte sich 1919 auch an der Münchner Räterepublik, brach aber bald danach mit der radikalen Linken. Seit dieser Zeit war er mit Egon Ranshofen-Wertheimer befreundet und führte einen umfassenden Briefwechsel mit ihm. In der Weimarer Republik arbeitete Vagts von 1923 bis 1932 als Historiker am damaligen Institut für Auswärtige Politik der Universität Hamburg, wo ihn sein späterer Freund George W. F. Hallgarten ab 1925 für ein Jahr vertrat.
Am 3. Oktober 1924 gründete Vagts mit Gustav Dahrendorf, Egon Bandmann und Theodor Haubach (alle SPD) sowie Hans Robinsohn, Ernst Strassmann und Heinrich Landahl (alle DDP) den Klub vom 3. Oktober, dessen Ziel einerseits der gemeinsame Kampf gegen die Feinde der Weimarer Republik war, der andererseits aber auch für gegenseitige Unterstützung bei politischen Initiativen sorgen sollte.
Als Austauschstudent besuchte Vagts 1924 erstmals die USA. An der Yale University lernte er die Tochter des einflussreichen amerikanischen Historikers Charles A. Beard kennen. Das Paar heiratete im Jahr 1927; der amerikanische Jurist und Völkerrechtler Detlev F. Vagts stammt aus dieser Ehe.

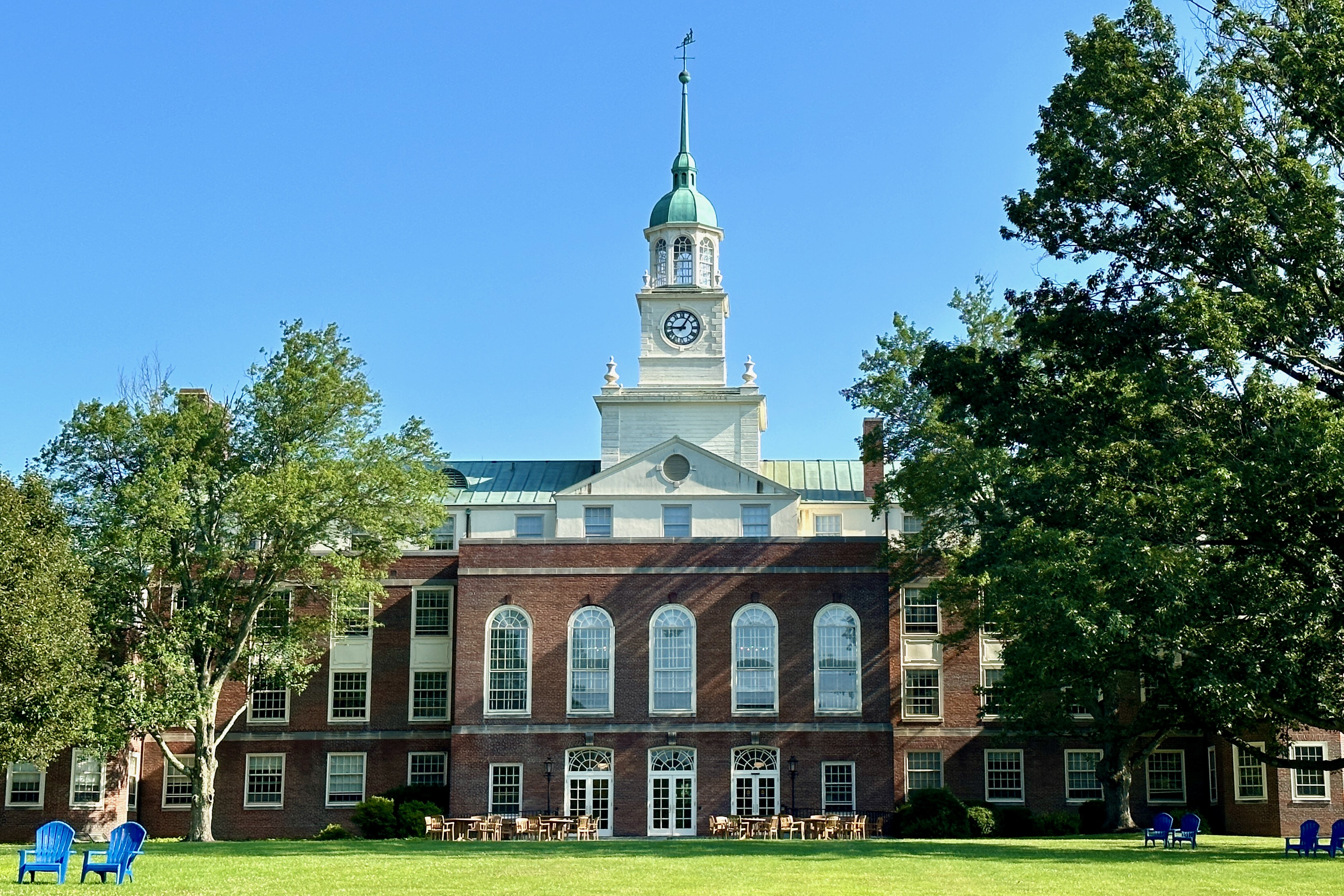
1939–1942 war Alfred Vagts Mitglied des Institute for Advanced Studies in Princeton.

Als 1932 die Nationalsozialisten in Deutschland politisch auf dem Vormarsch waren, emigrierte Vagts zunächst nach Großbritannien, ein Jahr später ging er in die USA und nahm 1933 die US-amerikanische Staatsbürgerschaft an. In den USA konnte Vagts bis 1938 als Privatgelehrter forschen und veröffentlichen. 1938/39 hatte er eine Gastprofessur an der Harvard University inne und war anschließend bis 1942 Mitglied des Institute for Advanced Study in Princeton. Anschließend war er bis zum Ende des Zweiten Weltkriegs in Washington für das Board of Economic Warfare tätig, das die Versorgung der Alliierten mit kriegswichtigen Rohstoffen sicherstellen sollte. Trotz seiner Kritik am Nationalsozialismus sprach sich Alfred Vagts als zeitweiliger Berater der Roosevelt-Regierung gegen das Flächenbombardement deutscher Städte durch britische und US-amerikanische Luftangriffe im Zweiten Weltkrieg aus.
Vagts engagierte sich auch als US-amerikanischer Staatsbürger gemäß seiner Überzeugung für die politische Linke. Er arbeitete mit antifaschistischen Emigranten zusammen. Vagts und Carl Zuckmayer sprachen am 12. März 1944 zum Tod ihres Freundes Carlo Mierendorff auf der vom FBI überwachten öffentlichen Trauerfeier in New York. Sie gedachten dort Mierendorffs als des bei einem alliierten Luftangriff Anfang Dezember 1943 getöteten „militanten Sozialdemokraten“, der als sozialistischer Intellektueller im Untergrund für eine neue Volksfront zum Sturz des Nationalsozialismus gewirkt hatte. Vagts hatte 1934 – seine persönlichen Beziehungen zu einflussreichen US-Politikern wie William E. Dodd jr., dem damaligen US-Botschafter in Berlin, und zum prominenten isolationistischen Historiker Charles A. Beard, seinem Schwiegervater, nutzend – eine Berufung Mierendorffs zum Professor für labor economics an das Dartmouth College in Hanover, New Hampshire, organisiert, um diesem einen Emigrationsweg zu eröffnen. Anschließend hatte er noch 1935 Mierendorffs Freilassung aus der KZ-Gefangenschaft, auch im Rahmen einer politischen Amnestie, erwartet und weitere Versuche zu seiner Befreiung unternommen.
Als Vagts nach dem Zweiten Weltkrieg aus seiner Position als US-Regierungsberater ausschied, lebte er bis zu seinem Tod 1986 an der US-amerikanischen Ostküste „als Privatgelehrter“ (independent scholar).
Alfred Vagts’ Werk umfasst wissenschaftliche ebenso wie literarische und essayistische Bücher. Als Hauptwerke gelten Deutschland und die Vereinigten Staaten in der Weltpolitik (1935) und The History of Militarism, Civilian and Military (1937). Vagts wird – wie Hajo Holborn, Eckart Kehr, George W. Hallgarten, Fritz T. Epstein und Hans Rosenberg – zu jenen deutschsprachigen Historikern gezählt, die sich im Exil wissenschaftlich neu orientierten.
Die im hohen Alter begonnenen Memoiren blieben unvollendet, allerdings befanden sich Entwürfe und Dokumente im Archiv des Dartmouth College, und als Teilnachlass im Stadtarchiv Darmstadt. Sie verweisen unter anderem auf Verbindungen zu und Netzwerke zwischen engagierten Nazigegnern in Deutschland, Europa und den USA, vor allem in den Jahren 1933–1939. 2010 konnte Vagts' Neffe Peter Schütt unter Mitarbeit des Sohnes posthum einen Memoirenband herausgeben.

## Schriften (Auswahl)
- Ritt in die Not. München 1920; Neudruck Vaduz 1973 (Gedichte).
- Mexico, Europa und Amerika unter besonderer Berücksichtigung der Petroleumpolitik. Berlin 1928.
- Deutschland und die Vereinigten Staaten in der Weltpolitik. 2 Bände. Macmillan, London/New York 1935.
- The History of Militarism. Civilian and Military. New York 1937, zahlreiche Nachdrucke. Inhalt.
- Hrsg. zusammen mit Caroline Farrar Ware: The Cultural Approach to History. Columbia University Press, New York 1940.
- Hitler's Second Army. Washington 1943.
- Geography in War and Geopolitics. Washington 1943.
- Landing Operations. Strategy, Psychology, Tactics, Politics, from Antiquity to 1945. Harrisburg 1946.
- Defense and Diplomacy. The Soldier and the Conduct of Foreign Relations. New York/London 1956.
- Deutsch-amerikanische Rückwanderung. Heidelberg 1960.
- The Military Attaché. Princeton 1967.
- Bilanzen und Balancen. Hrsg. von Hans-Ulrich Wehler, Frankfurt 1979.
- Albrecht Mendelssohn Bartholdy. Ein Lebensbild. In: Cécile Lowenthal-Hensel, Rudolf Elvers (Hrsg.): Mendelssohn-Studien, Bd. 3. Duncker und Humblot, Berlin 1979, ISBN 3-428-04349-9, S. 201–225.